# Ossewabrandwag
L'Ossewabrandwag (en afrikaans vol dir "sentinella del carro tirat per bous"), de vegades escrit Ossewa Brandwag o com a acrònim OB, fou una organització nacionalista sudafricana o més concretament afrikàner existent ja el 1938 però fundada oficialment a Bloemfontein el 4 de febrer de 1939 per Johannes van Rensburg. Nascuda formalment per celebrar el centenari de l'epopeia del Gran Trek,representava el creixent nacionalisme bòer centrat en la supremacia blanca i en la independència de l'Imperi Britànic per part dels afrikàners.

## Història
El fundador, van Rensburg, era, en aquella època, l'administrador de la província de l'Estat Lliure d'Orange, però anteriorment, el 1933, havia estat Secretari de Justícia i com a tal visità Alemanya i es va reunir amb Adolf Hitler, Hermann Göring i altres jerarques nacionalsocialistes. Ell, que admirava el poble alemany i sobre tot la seva disciplina, quedà impressionat pel lideratge i el carisma de Hitler, i abraçà obertament la ideologia nacionalsocialista. Van Rensburg fou el comandant general del moviment, del 1941 al 1952.
Estretament lligada sia al Herenigde Nasionale Party (HNP, Partit Nacional Reunificat) de Daniel François Malan sia a l'Afrikaner Broederbond (AB), la OB es desenvolupà ràpidament i ben aviat esdevingué una organització cultural amb una veu política extremadament motivada, capaç d'aplegar el 1941 un nombre d'adhesions proper a 350.000 i capaç d'organitzar manifestacions de 20.000 persones a Rustenburg i Pretòria i de 30.000 a Springs.
El moviment posava l'accent en les atrocitats comeses pels anglesos durant la Segona Guerra Bòer i s'oposava a l'entrada de Sud-àfrica a la Segona Guerra Mundial al costat dels britànics, i més aviat fins i tot confiava en una victòria d'Alemanya com a única condició per realitzar a Sud-àfrica una república independent afrikàner. De fet, durant els primers anys de la guerra, l'Ossewabrandwag accentuà el seu caràcter militarista, tot creant un subgrup paramilitar d'extrema dreta anomenat Stormjaers (assaltadors, tropes d'assalt) que s'inspirava en les Sturmabteilung (SA), les tropes d'assalt alemanyes o "camises brunes". Durant la Segona Guerra Mundial, els Stormjaers van dur a terme actes de sabotatge a l'interior del país contra el govern de Jan Smuts i del Partit Unit pel seu suport al Regne Unit.
D'altra banda, el caràcter militarista de l'OB es feia palès en el jurament que els cadets havien de prestar abans de convertir-se en "assaltadors" complets: 
| « | Si faig un pas enrere, mata'm, si moro, venja'm, si avanço, segueix-me. | » |

Per la seva poca lleialtat al govern i pel suport al nacionalsocialisme durant la guerra molts dels membres d l'OB van ser internats, col·locats en camps de detenció o empresonats, entre ells el futur primer ministre, Balthazar Johannes Vorster que era general dels Stormjaers, i fou internat a Koffiefontein durant la durada del conflicte, mentre que un altre futur primer ministre, Pieter Willem Botha, va tenir temps de distanciar-se'n i evità l'internament.
Aquests tipus d'actes anaven massa lluny per a la majoria dels afrikàners, i Malan van ordenar al Partit Nacional de trencar amb l'OB el 1942, i va prohibir als funcionaris del partit d'ésser-ne membres. En 1944 va prohibir als membres de l'organització que s'inscriguessin al seu partit.
Al final de la guerra, l'OB va ser absorbida pel Partit Nacional i va deixar d'existir com un ens separat, però molts dels seus membres es va convertir en personalitats prominents del futur govern de l'apartheid. Entre els més famosos, Balthazar Johannes Vorster (primer ministre de 1966 a 1978), Theophilus Dönges (ministre de l'Interior en 1948-1961), Hendrik van den Berg (Cap de l'Oficina de Seguretat de l'Estat de 1969 a 1978) i Pieter Willem Botha (primer ministre en 1978- 1984, president en 1984-1989).